# Cabrières-d'Avignon
Cabrières-d'Avignon is een gemeente in het Franse departement Vaucluse (regio Provence-Alpes-Côte d'Azur) en telt 1705 inwoners (2008). De plaats maakt sinds 1 januari 2017 deel uit van het arrondissement Apt.

## Geografie
De oppervlakte van Cabrières-d'Avignon bedraagt 14,6 km², de bevolkingsdichtheid is 116,8 inwoners per km².
De onderstaande kaart toont de ligging van Cabrières-d'Avignon met de belangrijkste infrastructuur en aangrenzende gemeenten.

## Demografie
Onderstaande figuur toont het verloop van het inwonertal (bron: INSEE-tellingen).